# Operação Eficiência

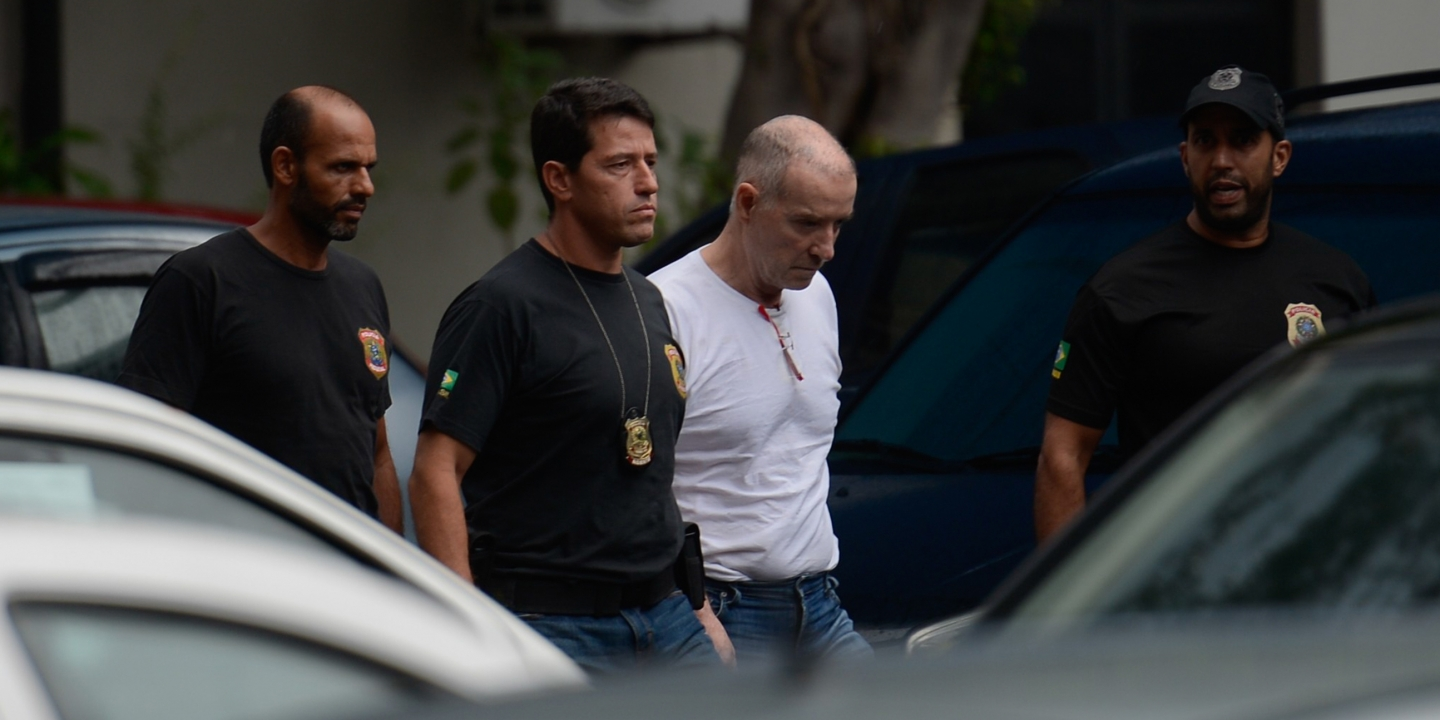
Eike Batista, de cabeça raspada, sendo levado à Bangu pela polícia

Operação Eficiência é uma operação brasileira, deflagrada pela Polícia Federal em 26 de janeiro de 2017. É um desdobramento da Operação Calicute, uma fase da Operação Lava Jato. A operação investiga crimes de lavagem de dinheiro, que consistem na ocultação no exterior de aproximadamente 100 milhões de dólares, cerca de 340 milhões de reais. Entre os alvos da operação estão o ex-governador do Rio Sérgio Cabral e o empresário Eike Batista.
O empresário Eike Batista teve a prisão preventiva decretada pelo juiz Marcelo Bretas e foi preso na operação. Eike é acusado de pagar propina para conseguir facilidades em contratos com o governo do Rio de Janeiro, durante o mandato de Sérgio Cabral.
Em 10 de fevereiro de 2017, o juiz Marcelo Bretas aceitou a denúncia do Ministério Público Federal (MPF), e os acusados da operação, entre eles, Eike Batista, Sérgio Cabral e Adriana Ancelmo viraram réus. Na denúncia, o MPF investiga dois pagamentos suspeitos feitos por Eike Batista ao ex-governador. O primeiro deles, de 16,5 milhões de dólares, se refere a um contrato falso de intermediação da compra de uma mina de ouro. Outro, seria de um milhão de reais a ex-primeira dama e mulher de Sérgio Cabral, Adriana Ancelmo. O escritório de advocacia de Ancelmo teria recebido a propina numa simulação de prestação de serviços através da EBX, uma das empresas do conglomerado de Eike.